# Daydream (canção de Wallace Collection)
"Daydream " é uma canção gravada em 1969 pela banda belga Wallace Collection. Foi composta pelos membros da banda Sylvain Vanholme e Raymond Vincent, com David MacKay, o qual também produziu o single. A música é do gênero pop / rock sinfônico, e usa cordas e flautas. A canção foi um sucesso na Europa continental, embora a popularidade não tenha manifestado-se nos países de língua inglesa, apesar de ser o idioma da canção. A música recebeu diversas versões cover, principalmente pela Orquestra Gunter Kallmann em 1970.
A canção recebeu versão cover em 1970 pelo grupo vocal alemão Günter Kallmann Choir, e esta versão foi usada em um disco easy listening da época. Como tal, Kallmann é ocasionalmente mal creditado como o autor original da canção. Em 2001, o grupo eletrônico inglês I Monster obteve posição nas paradas de sucesso do Reino Unido com "Daydream in Blue", um remix da versão de coral da Günter Kallmann: a faixa alcançou a 20ª posição no UK Singles Chart. A música também recebeu versão cover ao vivo pela Beta Band como parte de sua música "Squares".
Na Noruega, essa música se tornou amplamente conhecida por seu uso como música de fundo em uma série de curtas publicidades televisivas sobre segurança nas montanhas, produzida pela Cruz Vermelha norueguesa e transmitida anualmente pela Norwegian Broadcasting Corporation, principalmente em torno do feriado da Páscoa. A série original de curtas publicitários foi transmitida a partir de 1969, mas a melodia tema não foi introduzida até 1972.